# U-Bahnhof Darsena
Der U-Bahnhof Darsena ist ein unterirdischer Bahnhof der U-Bahn Genua.

## Geschichte
Der U-Bahnhof Darsena wurde am 7. August 2003 mit der Inbetriebnahme der Teilstrecke Principe–San Giorgio eröffnet.

## Lage
Der Bahnhof befindet sich in unterirdischer Lage unter der Via Antonio Gramsci.
Er verfügt über zwei Gleise mit einem Mittelbahnsteig. Über dem Gleisniveau befindet sich ein Zwischengeschoss mit Zutrittskontrolle.

## Anbindung
Am U-Bahnhof bestehen Umsteigemöglichkeiten zu den Bus- und Obuslinien der AMT.
| Linie | Verlauf                                                                                           |
| ----- | ------------------------------------------------------------------------------------------------- |
|       | Brin – Dinegro – Principe – Darsena – San Giorgio – Sarzano/Sant’Agostino – De Ferrari – Brignole |